# Helina townsendi
Helina townsendi är en tvåvingeart som beskrevs av John Otterbein Snyder 1941. Helina townsendi ingår i släktet Helina och familjen husflugor.
Artens utbredningsområde är Peru. Inga underarter finns listade i Catalogue of Life.